# Jules de Marthold
Jules de Marthold (1847-1927) fue un dramaturgo, novelista, poeta y periodista francés.

## Biografía
Nació en 1847 en París y su nombre era «Jules-Adolphe Dufour». Autor dramático y novelista, fue autor de obras como Un soir d'orage (1874), Contes sur la branche (1881), Pascal Fargeau (1881), Un duel (1882), Théatre des Drames (1884), Memorandum du siège de Paris (1884), L'oeuvre de Moisselles (1885), Casse-noisettes (1885), Histoire de Malborough (1885), Caïn (1885) e Histoire d'un bonnet à poil (1888), además de una Histoire de la litographie. Falleció el 3 de mayo de 1927.